# Iepure de câmp
Iepurele de câmp (Lepus europaeus), numit și iepure comun, iepure european de câmp sau iepure de câmp european, este un mamifer din familia leporidelor. Această specie populează landșafturile deschise și semideschise din zona temperată a Europei și a unor părți ale Asiei. Numărul iepurilor de câmp este în scădere din cauza intensivizării agriculturii. Iepurele de câmp nu este înrudit cu iepurele de casă (Oryctolagus cuniculus domesticus) și nu dă hibrizi la încrucișare cu acesta. Uniunea Internațională pentru Conservarea Naturii a clasificat această specie ca fiind neamenințată cu dispariția.

## Taxonomie
Iepurele de câmp (Lepus europaeus) a fost descris pentru prima oară în anul 1778 de zoologul german Peter Simon Pallas. Includerea speciei L. europaeus în Lepus capensis (iepure al Capului) a fost disputată; un studiu din 2005 a sugerat că ar fi aceleași specii, dar un studiu al ADN-ului mitocondrial al aceleași animale din 2006 a ajuns la concluzia că au ajuns suficient de diferite pentru a fi considerate specii separate. Un studiu din 2008 a afirmat că în cazul genului Lepus, luând în considerare evoluția sa rapidă, desemnarea speciilor nu se poate baza numai pe ADN-ul mitocondrial. Alt studiu din 2008 a sugerat că este nevoie de mai multă cercetare înainte de a se ajunge la o concluzie. Prin urmare, iepurele de câmp rămâne clasificat ca specie separată până ce date ulterioare contrazic această presupunere. Lepus corsicanus, Lepus castroviejoi și Lepus granatensis au fost cândva considerate a fi subspecii ale iepurelui de câmp, dar secvențierea ADN-ului și analiza morfologică le sprijină statutul de specii separate.
Din punct de vedere istoric, au fost descrise până la 30 de subspecii ale iepurelui de câmp, deși statutul lor a fost disputat. Aceste subspecii au fost diferențiate prin diferențe ale coloritului blănii, mărimii corpului, măsurători ale corpului extern, morfologia craniului și forma dinților.
Șaisprezece subspecii sunt listate în cartea roșie a IUCN, urmându-i pe Hoffmann și Smith (2005):
- Lepus europaeus caspicus
- L. e. connori
- L. e. creticus
- L. e. cyprius
- L. e. cyrensis
- L. e. europaeus
- L. e. hybridus
- L. e. judeae
- L. e. karpathorum
- L. e. medius
- L. e. occidentalis
- L. e. parnassius
- L. e. ponticus
- L. e. rhodius
- L. e. syriacus
- L. e. transsylvanicus

Douăzeci și nouă de subspeciii cu „statut foarte variabil” sunt listate de Chapman și Flux în cartea lor despre ordinul Lagomorpha, incluzând subspeciile de mai sus (exceptându-le pe L. e. connori, L. e. creticus, L. e. cyprius, L. e. judeae, L. e. rhodius și L. e. syriacus) și încă următoarele:
- L. e. alba
- L. e. argenteogrisea
- L. e. biarmicus
- L. e. borealis
- L. e. caspicus
- L. e. caucasicus
- L. e. flavus
- L. e. gallaecius
- L. e. hispanicus
- L. e. hyemalis
- L. e. granatensis
- L. e. iturissius
- L. e. kalmykorum
- L. e. meridiei
- L. e. meridionalis
- L. e. niethammeri
- L. e. niger
- L. e. tesquorum
- L. e. tumak

## Descriere

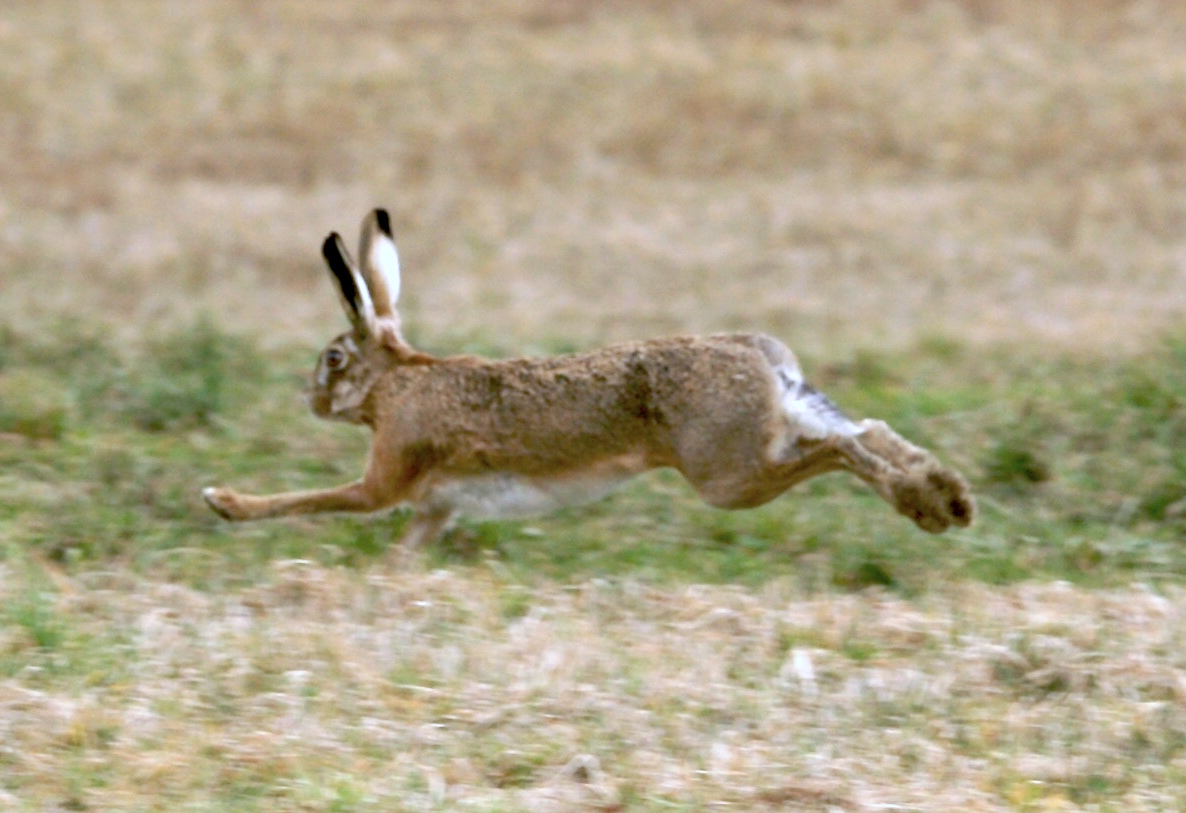
Iepure de câmp alergând

Această specie este una dintre cele mai mari dintre lagomorfe. Lungimea corpului împreună cu capul variază de la 60 până la 75 cm și lungimea cozii de la 7,2 până la 11 cm. Greutatea este de obicei între 3 și 5 kg.
Culoarea blănii este brună-gălbuie pe spate; roșcată pe umeri, labe și gât; albă pe partea de jos și neagră la coadă și vârfurile urechilor.

## Areal și habitat
Iepurele de câmp se întâlnește în cea mai mare parte a Europei continentale și în părți ale Asiei. Arealul său se întinde din Spania de Nord până în Scandinavia de Sud, Europa de Est, și părțile de nord ale Asiei Occidentale și Centrale. Iepurele de câmp își extinde arealul în Siberia. În Regatul Unit a fost adus de către romani cu circa 2000 de ani în urmă. De asemenea a fost adus în America de Nord (provincia Ontario, Canada și statul New York, Statele Unite), Conul Sudic al Americii de Sud, Australia, Nouă Zeelandă și sudul coastei pacifice a Rusiei.
Iepurii trăiesc în principal în câmpurile deschise cu desișuri izolate pentru adăpost. Sunt foarte adaptabili și prosperă pe terenurile agricole mixte. În conformitate cu un studiu realizat în Cehia, densitatea medie a iepurilor este cea mai mare la altitudinile sub 200 m, între 40 și 60 de zile cu zăpadă pe sol, între 450 și 700 mm de precipitații anuale și temperatura medie anuală a aerului de 10 °C. Ei au nevoie de adăpost, precum fâșii forestiere, șanțuri și zone de adăpost permanent, pentru că aceste habitate le oferă o dietă variată, și prezintă o densitate mai joasă în câmpurile mari deschise. Prelucrarea intensivă a câmpurilor conduce la o mortalitate ridicată în rândul iepurilor tineri.

## Mod de viață
Iepurele este un animal în mare parte nocturn și își petrec o treime din timp hrănindu-se. Pe timp de zi, iepurele se ascunde într-un culcuș într-o adâncitură în sol. Iepurii pot alerga cu până la 70 km/h și, în cazul unui atac al prădătorilor, se bazează pe superioritatea lor la viteză. Se crede că în general sunt solitari, dar pot fi văzuți în cadrul unor grupuri mari și mici. Nu par să fie teritoriali, trăind în domenii vitale utilizate în comun de circa 300 ha. Comunică printr-o gamă largă de semnale vizuale. Ca să arate interes, ridică urechile, pe când urechile coborâte îi avertizează pe ceilalți să rămână la distanță. Provocând pe un altul, iepurele bate cu labele din față;  se folosește de labele din spate că să-i avertizeze pe ceilalți de un prădător. Un iepure țipă când este rănit sau speriat și o iepuroaică scoate strigăte „guturale” ca să-și cheme puii. Iepurele poate trăi până la 12 ani.
Fătarea are loc într-o adâncitură în sol. Iepuroaica poate avea până la 3 fătări pe an cu o perioadă de gestație de 41–42 zile. Puii cântăresc la naștere circa 130 g. Iepurașii sunt acoperiți de blană și sunt în stare să părăsească cuibul în scurt timp după naștere, o adaptare la absența unei protecții fizice comparabile cu cea oferită de o vizuină. Iepurașii se împrăștie în cursul zilei și se adună seara în apropiere de locul unde s-au născut ca să fie alăptați de mama lor. După două săptămâni pot mânca hrană solidă și după patru sunt deja înțărcați.